# Ibn Abi Zar
Abū al-Hassan ‘Alī ibn Abī Zar‘ al-Fāsī (en árabe: أبو الحسن علي بن أبي زرع الفاسي) (muerte entre 1310 y 1320) es, según la creencia más extendida, el autor de la popular e influyente historia medieval de Marruecos conocida como Rawd al-Qirtas, escrita a instancias del Sultán meriní Abi Said Uthman II. Su nombre completo es expresado unas veces como ibn Abd Allah ibn Abi Zar y en otras ocasiones como ibn Muhammad ibn Ahmad ibn Umar ibn Abi Zar. La poca certeza de su nombre exacto viene dada por la gran cantidad de manuscritos en circulación a lo largo de la Edad Media. Se conocen muy pocos datos de su vida, a excepción de que fue alumno en Fez.
- Datos: Q3046604
- Multimedia: Ibn Abi Zar al-Fasi / Q3046604